# Malvoyance
 (février 2013).
Si vous disposez d'ouvrages ou d'articles de référence ou si vous connaissez des sites web de qualité traitant du thème abordé ici, merci de compléter l'article en donnant les références utiles à sa vérifiabilité et en les liant à la section « Notes et références ».

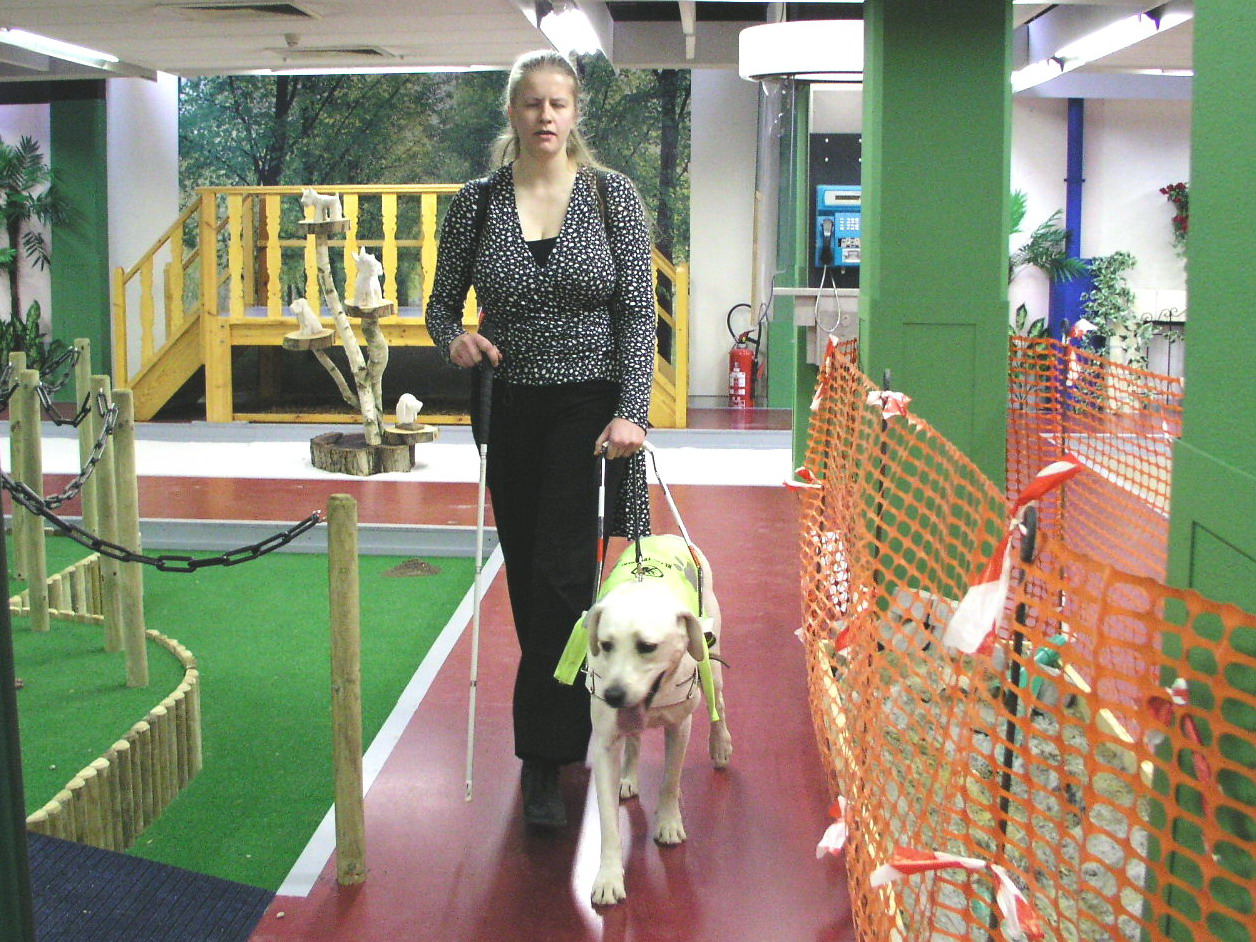
Une personnel malvoyante s’aidant d’un chien pour se déplacer.

La malvoyance, également appelée basse vision, est une atteinte de la vision humaine se caractérisant par une acuité visuelle inférieure à 3/10 et supérieure à 1/20, ce qui correspond aux catégories 1 et 2 définies par l’OMS,,. La malvoyance se distingue de la cécité, qui correspond aux catégories 3, 4 et 5 de l’OMS (acuité visuelle inférieure à 1/20).
L’Union européenne des aveugles propose une définition fonctionnelle : « Une personne malvoyante est une personne dont la déficience visuelle entraîne une incapacité dans l’exécution d’une ou plusieurs des activités suivantes : lecture et écriture (vision de près), activités de la vie quotidienne (vision à moyenne distance), communication (vision de près et à moyenne distance), appréhension de l’espace et déplacements (vision de loin), poursuite d’une activité exigeant le maintien prolongé de l’attention visuelle ».
Il existe divers types de malvoyance selon que sont atteintes :
- la vision centrale (vision précise) ;
- la vision périphérique (vision des déplacements) ;
- les deux associées.

## Quelques causes de déficience visuelle
- L'achromatopsie absence totale de vision des couleurs, acuité visuelle réduite, forte photophobie et nystagmus
- L'albinisme
- Les maladies de dégénérescence de la rétine, telles que l'amaurose congénitale de Leber ou la rétinite pigmentaire, qui conduisent progressivement à la cécité. Il s'agit de maladies génétiques.
- Le glaucome

## Statut légal

### En France
Les malvoyants ne sont pas autorisés à exercer les professions de chauffeur de taxi et d'ambulancier. En effet, ces professions nécessitent d'avoir au moins 8/10 sur le meilleur œil et 5/10 sur le plus mauvais. En dehors de ces professions, un conducteur d'automobile peut se faire retirer son permis à la suite d'un examen médical imposé par la Préfecture ; cet examen peut être exigé à la suite de la dénonciation par un proche, à un accident ou bien une suspension de permis.
Contrairement aux lois en vigueur dans d'autres pays[Lesquels ?], les malvoyants ne bénéficient en France d'aucune réduction de la redevance audiovisuelle[réf. nécessaire].
Les malvoyants n'ont pas l'autorisation de rentrer à l'École polytechnique en France,.

## Gestion

### Ordinateurs et technologie mobile
Les logiciels et fonctionnalités lecteur d'écran peuvent être d'une aide précieuse.

## Société et culture
Dans les activités de divertissement, le livre audio est adapté aux personnes malvoyantes. La presse audio mérite considération. Concernant la lecture, il existe des livres en gros caractères.